# Unterseeboot 826
L'Unterseeboot 826 ou U-826 est un sous-marin allemand (U-Boot) de type VIIC utilisé par la Kriegsmarine pendant la Seconde Guerre mondiale.
Le sous-marin fut commandé le 8 juin 1942 à Dantzig (Schichau-Werke), sa quille fut posée le 6 août 1943, il fut lancé le 9 mars 1944 et mis en service le 11 mai 1944, sous le commandement du Kapitänleutnant Olaf Lübcke.
L'U-826 n'endommagea ou ne coula aucun navire au cours de l'unique patrouille (68 jours en mer) qu'il effectua.
Il capitule à Loch Eriboll en mai 1945 et coule en décembre 1945.

## Conception
Unterseeboot type VII, l'U-826 avait un déplacement de 769 tonnes en surface et 871 tonnes en plongée. Il avait une longueur totale de 67,10 m, un maître-bau de 6,20 m, une hauteur de 9,60 m et un tirant d'eau de 4,74 m. Le sous-marin était propulsé par deux hélices de 1,23 m, deux moteurs diesel Germaniawerft M6V 40/46 de 6 cylindres en ligne de 1 400 cv à 470 tr/min, produisant un total de 2 060 à 2 350 kW en surface et de deux moteurs électriques Brown, Boveri & Cie GG UB 720/8 de 375 cv à 295 tr/min, produisant un total 550 kW, en plongée. Le sous-marin avait une vitesse en surface de 17,7 nœuds (32,8 km/h) et une vitesse de 7,6 nœuds (14,1 km/h) en plongée. Immergé, il avait un rayon d'action de 80 milles marins (150 km) à 4 nœuds (7,4 km/h; 4,6 milles par heure) et pouvait atteindre une profondeur de 230 m. En surface son rayon d'action était de 8 500 milles nautiques (soit 15 700 km) à 10 nœuds (19 km/h).
L'U-826 était équipé de cinq tubes lance-torpilles de 53,3 cm (quatre montés à l'avant et un à l'arrière) qui contenait quatorze torpilles. Il était équipé d'un canon de 8,8 cm SK C/35 (220 coups) et d'un canon antiaérien de 20 mm Flak et de deux canons 2 cm Flak 30/38/Flakvierling doté d'un bouclier pliant court sur son Wintergarten supérieur. Il pouvait transporter 26 mines TMA ou 39 mines TMB. Son équipage comprenait 4 officiers et 40 à 56 sous-mariniers.

## Historique
Il reçut sa formation de base au sein de la 8. Unterseebootsflottille jusqu'au 31 décembre 1944, puis il intégra sa formation de combat dans la 11. Unterseebootsflottille.
Du 25 au 28 février 1945, l'U-826 effectue un court trajet de quatre jours entre Kiel et Horten.
 Sa première patrouille commence le 9 mars 1945 au départ d'Horten. D'une durée de 64 jours, le sous-marin patrouille dans l'Atlantique Nord, ne rencontrant aucune cible.
Il se rend aux Alliés le 11 mai 1945 à Loch Eriboll, en Écosse.
 Quelque temps après, il est convoyé au point de rassemblement à Lisahally en vue de l'opération alliée de destruction massive de la flotte d'U-Boote de la Kriegsmarine.

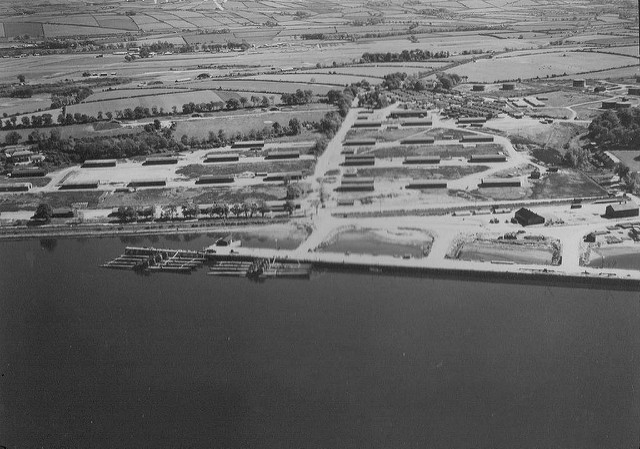
Vue des huit premiers U-Boote transférés à Lisahally le 24 mai 1945. La photo montre des bâtiments autour de l'ancienne base navale américaine comprenant des hangars, des ateliers et des réservoirs de carburant. L'aérodrome de est visible au second plan. Les huit U-Boote sont les U-293, U-802, U-826, U-1009, U-1058, U-1105, U-1109 et U-1305.

L'U-826 coule le 1er décembre 1945 par l'artillerie du destroyer HMS Onslaught, à la position géographique 56° 10′ N, 10° 05′ O.

## Affectations
- 8. Unterseebootsflottille du 11 mai 1944 au 31 décembre 1944 (Période de formation).
- 11. Unterseebootsflottille du 1er janvier 1945 au 8 mai 1945 (Unité combattante).

## Commandement
- Kapitänleutnant Olaf Lübcke du 11 mai 1944 au 11 mai 1945.

## Patrouilles
|       | Commandant         | Départ          | Départ | Arrivée         | Arrivée      | Jours    | Succès |
| ----- | ------------------ | --------------- | ------ | --------------- | ------------ | -------- | ------ |
|       | Kptlt. Olaf Lübcke | 25 février 1945 | Kiel   | 28 février 1945 | Horten       | 4 jours  |        |
| 1     | Kptlt. Olaf Lübcke | 9 mars 1945     | Horten | 11 mai 1945     | Loch Eriboll | 64 jours |        |
| Total | Total              | Total           | Total  | Total           | Total        | 68 jours | 0 t    |

Note : Kptlt. = Kapitänleutnant